# Large Interferometer For Exoplanets
Pour les articles homonymes, voir Life (homonymie).
Large Interferometer For Exoplanets, plus communément désignée par son acronyme LIFE, est une étude lancée en 2017 par la communauté scientifique européenne portant sur la réalisation d'un observatoire spatial utilisant la technique de l'interférométrie annulante pour détecter et caractériser l'atmosphère de douzaines d'exoplanètes telluriques tempérées. Le projet comprend un interféromètre fonctionnant dans l'infrarouge moyen (4 – 18 μm) installé sur un engin spatial combinant la lumière collectée par quatre autres engins spatiaux volant en formation et équipés de télescopes collecteurs dont l'ouverture serait comprise entre 2 et 3,5 mètres.

## Contexte

### L'observation de l'atmosphère des exoplanètes de type terrestre: un objectif majeur de l'astrophysique contemporaine
L'étude de l'atmosphère d'un nombre significatif d'exoplanètes rocheuses de type terrestre, dont certaines situées à une distance de leur Soleil potentiellement favorable à l'apparition de la vie, est un des objectifs majeurs de l'étude des exoplanètes et constitue un des sujets les plus importants de l'astrophysique contemporaine. Mais bien que cet objectif constitue une priorité pour les principales agences spatiales et les observatoires terrestres les plus puissants, aucun projet n'est planifié en 2023 pour le prendre en charge.

### La technique de l'interférométrie annulante
Contrairement à la détection d'une exoplanète, qui peut être réalisée par des techniques d'observation indirectes (détection des effets de la présence de l'exoplanète sur la position ou la luminosité de l'étoile), l'observation de l'atmosphère d'une exoplanète nécessite une observation directe des photons émis par celle-ci. Ceci nécessite de masquer le flux lumineux beaucoup plus puissant de son étoile. Deux techniques sont couramment étudiées par des projets visant à détecter des planètes telluriques tempérées et à caractériser la composition chimique de leur atmosphère. La méthode la plus étudiée repose sur un coronographe combiné avec une optique adaptative. L'interférométrie annulante est une autre technique qui éteint le flux lumineux de l'étoile positionnée dans l'axe optique par des interférences destructives, ce qui permet de détecter le flux lumineux de la planète située à l'extérieur de cet axe. Le principal obstacle auquel est confronté cette technique est l'obtention d'un taux d'extinction suffisant. Des simulations ont démontré que la technique de l'interférométrie annulante permettait d'atteindre le même niveau de résultats que le recours à un coronographe.    

## Description du projet
LIFE est une étude lancée en 2017 par la communauté scientifique européenne, visant à concevoir un observatoire spatial capable de détecter et observer l'atmosphère d'un nombre significatif d'exoplanètes de type terrestre situés dans la zone habitable en utilisant la technique de l'interférométrie annulante. LIFE doit permettre de consolider et coordonner les efforts des différentes équipes travaillant sur cette technique d'observation, de détailler les objectifs d'un tel projet et de définir une trajectoire permettant de déboucher sur la réalisation d'une mission ambitieuse. Dans le cadre de cette étude, la maturité des technologies nécessaires est évaluée et des travaux ayant pour objectif de leur faire atteindre un niveau de maturité suffisant sont lancés. Le projet s'appuie sur les études antérieures menées par l'Agence spatiale européenne (projet de mission Darwin) et la NASA (TPF-I) mais également sur les derniers avancées relatives à notre compréhension de la population des exoplanètes et aux technologies susceptibles d'être mises en œuvre pour l'observation de l'atmosphère planétaire

## Objectifs
LIFE a pour objectif d'obtenir le spectre thermique de 30 (minimum) à 50 (objectif) exoplanètes caractérisées par un rayon compris entre 0.5 et 1.5 rayon terrestre et un rayonnement reçu dont la valeur est comprise entre 0,35 et 1,7 fois l'ensoleillement de la Terre. La lumière reçue est analysée par un spectromètre dont les caractéristiques (résolution spectrale, plage de longueurs d'onde, et précision) sont suffisantes pour évaluer la diversité, l'habitabilité  et rechercher des biosignatures. Le temps d'observation devra être plus ou moins équitablement réparti entre des planètes orbitant autour d'étoiles de type spectral F à M,,,,,,.